# Francesco Lodi
Francesco Lodi (Napoli, 23 marzo 1984) è un dirigente sportivo ed ex calciatore italiano, di ruolo centrocampista.

## Caratteristiche tecniche
Mancino di piede, è un fantasista abile a calciare i rigori e le punizioni, che ha imparato a battere da Diego Armando Maradona, suo idolo da bambino essendo tifoso del Napoli. Nasce come trequartista, ma con l'arrivo in panchina di Vincenzo Montella a Catania, arretra la sua posizione diventando un vero e proprio regista. È abile anche nel battere gli angoli e nei cambi di gioco.
Nel 2001 è stato inserito nella lista dei 100 migliori giovani calciatori stilata da Don Balón..
Si trova al quarto posto, dietro Messi, Ronaldo e Pjanic, per numero di reti realizzate su punizione nel decennio 2010-2019.

## Carriera

### Giocatore

#### Club

##### Gli inizi, Empoli e Vicenza
Le sue prime esperienze calcistiche sono con la scuola calcio dell'Oasis Club di Frattamaggiore e nell' all'età di 11 anni, lo cede alle giovanili dell'Empoli, dove si trasferisce accompagnato dal fratello Salvatore e dove cresce calcisticamente.
Cresciuto in seguito nelle giovanili dell'Empoli, entra nel giro della prima squadra nel 2000 a 16 anni, rimanendovi per tre stagioni e mezzo (collezionando 4 presenze e pochi minuti di gioco). Gioca comunque soprattutto nel Campionato Primavera.
Esordisce in Serie B il 3 settembre 2000 in Empoli-Pistoiese (0-2). Esordisce in Serie A l'8 novembre 2003 in Sampdoria-Empoli (2-0).
Nel corso del mercato di gennaio del 2004 scende dalla Serie A a quella cadetta, passando in prestito nelle file del L.R. Vicenza allenato da Giuseppe Iachini, dove disputa 11 partite senza segnare.
Rientrato in Toscana per la stagione 2004-2005, partecipa alla promozione in Serie A della squadra empolese con 27 partite e 6 gol. L'anno successivo gioca 17 partite senza segnare.

##### Frosinone e ritorno a Empoli
Per trovare più spazio, nell'estate del 2006 passa al Frosinone, in prestito con diritto di riscatto da parte dei laziali e di contro-riscatto da parte dell'Empoli. In Ciociaria, allenato da Ivo Iaconi, trova un posto da titolare che gli consente di segnare 11 reti in 40 presenze nel primo campionato; nella seconda stagione, la 2007-2008, allenato da Alberto Cavasin, si afferma come miglior realizzatore della sua squadra con 20 reti, quasi il doppio delle reti messe a segno l'annata precedente. In due stagioni con il Frosinone mette a referto 31 reti in 81 presenze in Serie B.
Nel corso del mercato di gennaio del 2008, l'Empoli ha contro-riscattato il suo cartellino dal Frosinone, cedendo subito come parziale contropartita l'attaccante brasiliano Éder. Lodi, invece, grazie ad un accordo tra le due società, è rimasto in Ciociaria per terminare la stagione. Durante il ritiro estivo ha fatto ritorno in Toscana. Nel campionato 2008-2009 ha realizzato 12 reti, di cui 6 su calcio di rigore.

##### Udinese e ritorno a Frosinone

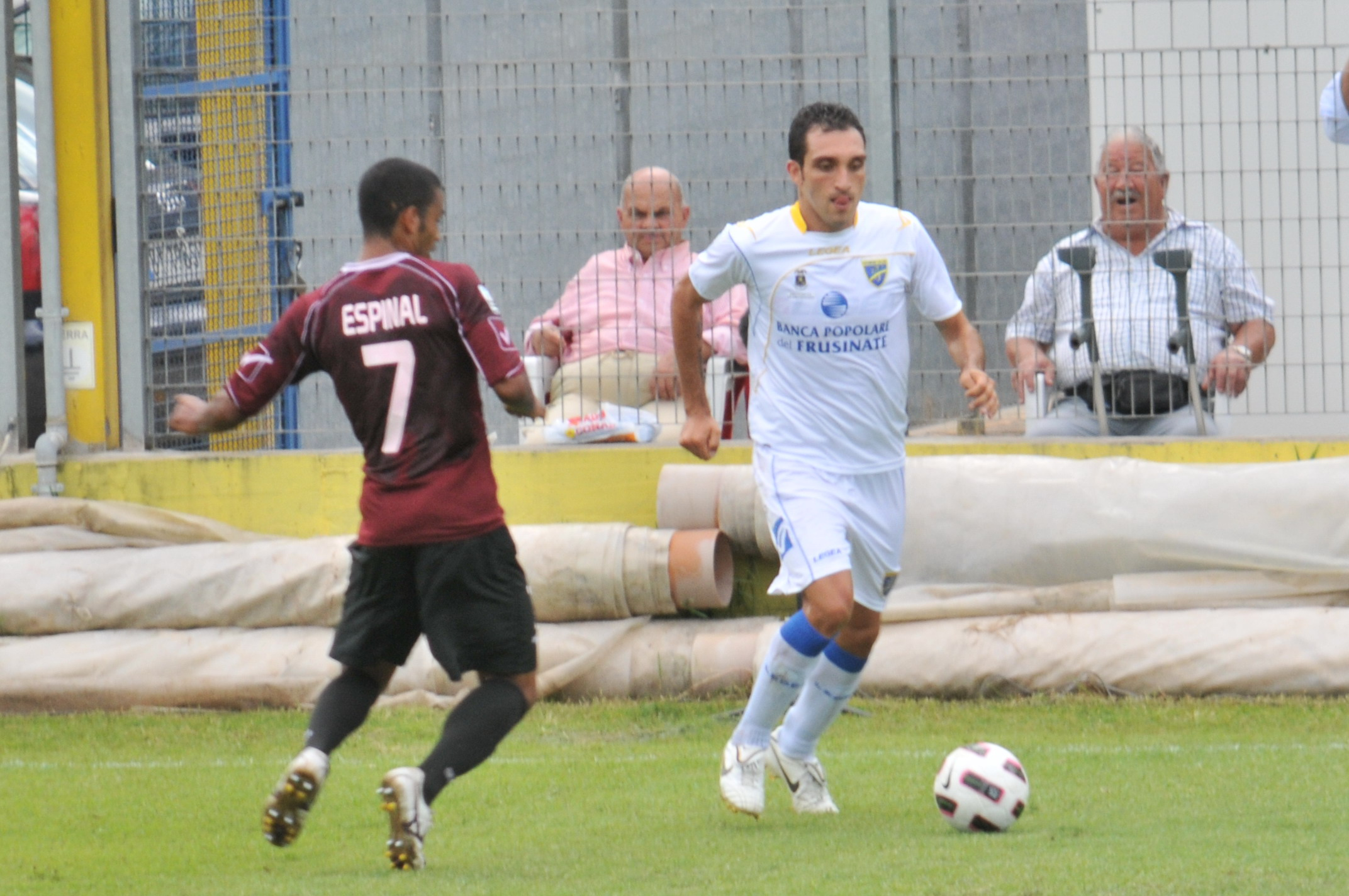
Lodi nel 2010 con il Frosinone

Dopo aver iniziato la stagione 2009-2010 ad Empoli segnando due gol, uno in Coppa Italia e l'altro alla prima di campionato, il 28 agosto 2009 passa all'Udinese in prestito con diritto di riscatto dell'intero cartellino. Il 18 ottobre 2009 all'ottava di campionato contro l'Atalanta sigla il suo primo gol in Serie A. A fine stagione L'Udinese non riscatta il cartellino dall'Empoli.
Il 25 luglio 2010 il Frosinone ufficializza il ritorno del fantasista napoletano dall'Empoli con la formula della comproprietà.

##### Catania
Il 31 gennaio 2011 il Catania lo acquista in compartecipazione per 600.000 euro dall'Empoli, che prima di questa operazione ha provveduto a riscattare il cartellino dal Frosinone, con cui lo deteneva a metà. Sceglie il numero 10 e fa il suo esordio con la maglia rossazzurra il 1º febbraio nella trasferta di Cesena (1-1). Il 13 febbraio firma al "Cibali" i suoi primi gol, una doppietta su punizione decisiva che permette al Catania di battere 3-2 il Lecce e scavalcarlo in classifica.
Il 22 giugno seguente il Catania riscatta l'altra metà del cartellino del giocatore, che diventa a titolo definitivo un giocatore rossazzurro. Il 2 ottobre, contro il Novara, sigla su punizione il suo primo gol stagionale. Il 4 novembre prolunga il suo contratto fino al 30 giugno 2015.
L'11 aprile 2012, in Catania-Lecce (1-2) della 32ª giornata, a causa dell'espulsione di Juan Pablo Carrizo dopo il gol dell'1-1 gioca come portiere visto che i cambi a disposizione per il Catania erano già finiti: è lui a subire al 91' la rete di David Di Michele. Conclude il campionato con 9 gol in 37 partite, diventando il capocannoniere etneo.

##### Genoa
Il 16 luglio 2013 dopo aver fatto le visite mediche a Genova si aggrega al Genoa in ritiro a Neustift im Stubaital (Austria), mentre in cambio al Catania va Panagiōtīs Tachtsidīs. Segna il primo gol ufficiale con i rosso-blu nella partita Spezia-Genoa del 17 agosto, valida per il terzo turno di Coppa Italia, nella stessa gara fallisce il tiro di rigore decisivo facendoselo parare dal giovane portiere Nicola Leali, sancendo così l'eliminazione dei rossoblù. Arriva il suo primo gol con il Grifone nella seconda giornata di campionato contro la Fiorentina segnando il gol del momentaneo 2-4, partita poi finita 2-5 a favore dei viola.
Si ripete alla terza giornata di campionato in occasione del derby siglando, direttamente su punizione, il gol del definitivo 3-0 per la propria squadra.
Con l'arrivo del nuovo allenatore Gian Piero Gasperini viene sempre più messo ai margini della squadra e viene duramente criticato dal nuovo tecnico, risultando incompatibile con lui.

##### Ritorno al Catania
Il 3 gennaio 2014 il Genoa annuncia il passaggio in prestito al Catania in regime di compartecipazione tra le due società.
Il 6 gennaio segna su rigore il gol del definitivo 2-0 contro il Bologna nella prima partita dopo il ritorno a Catania. 
Il 18 maggio segna il gol che apre la partita contro l'Atalanta nella partita che si concluderà con la vittoria degli etnei sul 2-1, risultato inutile dato che gli etnei erano già retrocessi in serie B.
Conclude la stagione a Catania con 19 presenze e due gol.
Il 13 giugno 2014 il Catania riscatta l'altra metà del cartellino del giocatore dal Genoa in un'operazione che vede il riscatto da parte della società ligure di Panagiōtīs Tachtsidīs.

##### Parma
Il 25 agosto 2014 passa con un contratto quadriennale in prestito con diritto di riscatto al Parma, scegliendo la maglia numero 21.
L'11 gennaio 2015 ha segnato il gol del temporaneo pareggio nella partita persa 3-1 contro il Verona.
Il 29 gennaio ha messo in mora la società (come aveva fatto poco prima l'ex compagno di squadra che si era da poco svincolato Antonio Cassano) chiedendo il pagamento di tutti gli stipendi arretrati, se non verrà pagato entro 21 giorni potrà svincolarsi e cercare una nuova squadra.
Il 22 giugno 2015 il Parma fallisce e Francesco Lodi fa il suo ritorno al Catania, con cui risolve consensualmente il contratto il 31 agosto.

##### Ritorno all'Udinese
Il 23 settembre firma un contratto annuale con opzione sul secondo anno con l'Udinese, facendo così ritorno in Friuli dopo 5 anni e mezzo; decide di indossare la maglia numero 20. Fa il suo debutto quattro giorni dopo giocando l'intero secondo tempo di Bologna-Udinese 1-2. Segna il suo primo gol stagionale il 25 ottobre su calcio di punizione (il 13º realizzato in Serie A) contro il Frosinone, sua ex squadra.

##### Terza volta al Catania
Il 13 giugno 2017 Lodi ritorna a Catania e firma un contratto fino al 30 giugno 2022. Firma il suo primo gol stagionale in trasferta contro la Virtus Francavilla, vinta poi dagli etnei per 0-3.

##### Triestina, F.C. Messina ed Acireale
Il 9 gennaio 2020 rescinde il contratto con il Catania, causa i problemi finanziari del club etneo, e firma un contratto con la Triestina, spostandosi nel girone B della serie C.
Il 22 gennaio 2021, dopo aver rescisso con la Triestina, firma un contratto di un anno e mezzo con il F.C. Messina, una delle due squadre di Messina, in lotta per la promozione nel girone I della Serie D. Esordisce in Serie D il 17 febbraio successivo, nel match perso per 2-1 contro l'Acireale. Il 24 febbraio realizza i suoi primi gol con i giallorossi, realizzando una tripletta contro il Dattilo. In totale ha realizzato 12 gol in 20 partite in campionato e un gol in 2 partite ai playoff.
Il 21 agosto 2021 diviene un nuovo giocatore dell’Acireale. Esordisce con i granata il 19 settembre successivo, andando a segno nella vittoria contro la Cittanovese (1-0).

##### Quarta volta a Catania e ritiro
Il 3 agosto 2022 è presente al ritiro di Ragalna svolgendo il primo allenamento con il rifondato Catania che riparte dalla Serie D. Firma un contratto annuale per il suo quarto ritorno. Il 19 marzo 2023 la squadra vince il campionato con sei giornate d'anticipo, ritornando così fra i professionisti.
Al termine della stagione Lodi si ritira dal calcio giocato.

#### Nazionale
Tra il 2000 ed il 2002 colleziona 27 presenze tra nazionale under-16-15 e nazionale under-18 segnando 10 gol.
La prima convocazione in Under-17 arriva il 15 marzo 2000 in Italia-Paesi Bassi (3-3), quindi esordisce in Under-16-15 il 7 aprile 2000 in Inghilterra-Italia (2-2). L'esordio in Under-18 arriva il 14 febbraio 2002 in Italia-Germania (2-3), mentre il debutto in Under-19 arriva il 2 settembre 2002 in Turchia-Italia (1-0).
È stato nel giro della nazionale Under-21: la sua prima presenza con gli "azzurrini" risale al 1º settembre 2006, quando aveva ventidue anni, giocando Islanda-Italia (0-1). Ha totalizzato 2 presenze totali con l'Under-21.

### Dirigente
Nel giorno del suo ritiro, il Catania annuncia che Lodi sarebbe entrato a far parte della società rossazzurra nel ruolo di brand ambassador, ruolo che ricopre fino all'11 marzo 2025, quando risolve il contratto con la squadra siciliana.

## Statistiche
Ha disputato 620 partite in carriera, segnando 152 gol, dei quali 53 su azione, 35 su punizione e 64 su rigore.

### Presenze e reti nei club
Statistiche aggiornate al 17 maggio 2023.
| Stagione         | Squadra          | Campionato       | Campionato | Campionato | Coppe nazionali | Coppe nazionali | Coppe nazionali | Coppe europee | Coppe europee | Coppe europee | Altre coppe | Altre coppe | Altre coppe | Totale | Totale |
| Stagione         | Squadra          | Comp             | Pres       | Reti       | Comp            | Pres            | Reti            | Comp          | Pres          | Reti          | Comp        | Pres        | Reti        | Comp   | Pres   |
| ---------------- | ---------------- | ---------------- | ---------- | ---------- | --------------- | --------------- | --------------- | ------------- | ------------- | ------------- | ----------- | ----------- | ----------- | ------ | ------ |
| 2000-2001        | Empoli           | B                | 2          | 0          | CI              | 0               | 0               | -             | -             | -             | -           | -           | -           | 2      | 0      |
| 2001-2002        | Empoli           | B                | 1          | 0          | CI              | 1               | 0               | -             | -             | -             | -           | -           | -           | 2      | 0      |
| 2002-2003        | Empoli           | A                | 0          | 0          | CI              | 0               | 0               | -             | -             | -             | -           | -           | -           | 0      | 0      |
| 2003-gen. 2004   | Empoli           | A                | 1          | 0          | CI              | 2               | 0               | -             | -             | -             | -           | -           | -           | 3      | 0      |
| gen.-giu. 2004   | L.R. Vicenza     | B                | 11         | 0          | CI              | -               | -               | -             | -             | -             | -           | -           | -           | 11     | 0      |
| 2004-2005        | Empoli           | B                | 27         | 6          | CI              | 3               | 0               | -             | -             | -             | -           | -           | -           | 30     | 6      |
| 2005-2006        | Empoli           | A                | 17         | 0          | CI              | 3               | 2               | -             | -             | -             | -           | -           | -           | 20     | 2      |
| 2006-2007        | Frosinone        | B                | 40         | 11         | CI              | 1               | 0               | -             | -             | -             | -           | -           | -           | 41     | 11     |
| 2007-2008        | Frosinone        | B                | 41         | 20         | CI              | 1               | 0               | -             | -             | -             | -           | -           | -           | 42     | 20     |
| 2008-2009        | Empoli           | B                | 40+2       | 12+1       | CI              | 4               | 5               | -             | -             | -             | -           | -           | -           | 46     | 18     |
| ago. 2009        | Empoli           | B                | 1          | 1          | CI              | 2               | 2               | -             | -             | -             | -           | -           | -           | 3      | 3      |
| Totale Empoli    | Totale Empoli    | Totale Empoli    | 89+2       | 19+1       |                 | 15              | 9               |               | -             | -             |             | -           | -           | 106    | 29     |
| 2009-2010        | Udinese          | A                | 19         | 1          | CI              | 2               | 1               | -             | -             | -             | -           | -           | -           | 21     | 2      |
| 2010-gen. 2011   | Frosinone        | B                | 23         | 7          | CI              | 1               | 1               | -             | -             | -             | -           | -           | -           | 24     | 8      |
| Totale Frosinone | Totale Frosinone | Totale Frosinone | 104        | 38         |                 | 3               | 1               |               | -             | -             |             | -           | -           | 107    | 39     |
| gen.-giu. 2011   | Catania          | A                | 16         | 3          | CI              | -               | -               | -             | -             | -             | -           | -           | -           | 16     | 3      |
| 2011-2012        | Catania          | A                | 37         | 9          | CI              | 0               | 0               | -             | -             | -             | -           | -           | -           | 37     | 9      |
| 2012-2013        | Catania          | A                | 33         | 6          | CI              | 4               | 2               | -             | -             | -             | -           | -           | -           | 37     | 8      |
| 2013-gen. 2014   | Genoa            | A                | 9          | 2          | CI              | 1               | 1               | -             | -             | -             | -           | -           | -           | 10     | 3      |
| gen.-giu. 2014   | Catania          | A                | 19         | 2          | CI              | 1               | 0               | -             | -             | -             | -           | -           | -           | 20     | 2      |
| 2014-2015        | Parma            | A                | 23         | 2          | CI              | 0               | 0               | -             | -             | -             | -           | -           | -           | 23     | 2      |
| 2015-2016        | Udinese          | A                | 24         | 1          | CI              | 0               | 0               | -             | -             | -             | -           | -           | -           | 24     | 1      |
| 2016-feb. 2017   | Udinese          | A                | 1          | 0          | CI              | 0               | 0               | -             | -             | -             | -           | -           | -           | 1      | 0      |
| Totale Udinese   | Totale Udinese   | Totale Udinese   | 44         | 2          |                 | 2               | 1               |               | -             | -             |             | -           | -           | 46     | 3      |
| 2017-2018        | Catania          | C                | 29+4       | 7+1        | CI-C            | 1               | 0               | -             | -             | -             | -           | -           | -           | 34     | 8      |
| 2018-2019        | Catania          | C                | 35+4       | 11+2       | CI+CI-C         | 3+1             | 2+0             | -             | -             | -             | -           | -           | -           | 43     | 15     |
| lug.-dic. 2019   | Catania          | C                | 16         | 5          | CI+CI-C         | 2+1             | 0               | -             | -             | -             | -           | -           | -           | 19     | 5      |
| gen.-giu. 2020   | Triestina        | C                | 8+2        | 1+0        | CI-C            | -               | -               | -             | -             | -             | -           | -           | -           | 10     | 1      |
| 2020-gen. 2021   | Triestina        | C                | 17         | 1          | CI              | 2               | 0               | -             | -             | -             | -           | -           | -           | 19     | 1      |
| Totale Triestina | Totale Triestina | Totale Triestina | 25+2       | 2+0        |                 | 2               | 0               |               | -             | -             |             | -           | -           | 29     | 2      |
| gen.-giu. 2021   | F.C. Messina     | D                | 20+2       | 12+1       | CI-D            | -               | -               | -             | -             | -             | -           | -           | -           | 22     | 13     |
| 2021-2022        | Acireale         | D                | 24+2       | 5+2        | CI-D            | 1               | 0               | -             | -             | -             | -           | -           | -           | 27     | 7      |
| 2022-2023        | Catania          | D                | 30+2       | 4+0        | CI-D            | 1               | 0               | -             | -             | -             | -           | -           | -           | 33     | 4      |
| Totale Catania   | Totale Catania   | Totale Catania   | 215+10     | 47+3       |                 | 14              | 4               |               | -             | -             | -           | -           | -           | 239    | 54     |
| Totale carriera  | Totale carriera  | Totale carriera  | 564+18     | 129+7      |                 | 38              | 16              |               | -             | -             |             | -           | -           | 620    | 152    |

## Palmarès

### Club

#### Competizioni nazionali
- Campionato italiano di Serie B: 1

Empoli: 2004-2005
- Serie D: 1

Catania: 2022-2023 (Girone I)

### Nazionale
- Campionato d'Europa Under-19: 1

Liechtenstein 2003